# 王丕修
王丕修（？—？），字学治，山东登州府莱阳县人，明末清初官员。

## 生平
崇祯十二年（1639年）己卯科山东乡试舉人，十三年（1640年）庚辰科進士，吏部观政，授中书舍人。